# Monumento a Wellington (Somerset)
El Monumento a Wellington es un obelisco triangular de 53,3 m de altura ubicado en una punta de Blackdown Hills, 3 km al sur de Wellington (Reino Unido). Es un edificio catalogado de grado II* y es el obelisco de tres lados más alto del mundo.
El monumento fue diseñado para conmemorar la victoria del Duque de Wellington en la Batalla de Waterloo. La construcción del diseño original comenzó en 1817; Sin embargo, finalmente se utilizó un diseño revisado y más barato, y la construcción se completó en 1854. Ahora es propiedad del National Trust, que lo cerró al público en 2007 por motivos de seguridad; Las encuestas mostraron que se necesitaba un extenso trabajo de renovación. Se completaron las reparaciones, dejando el monumento "ahora posiblemente en mejores condiciones que cuando se completó por primera vez" y el monumento reabrió en agosto de 2021.

## Construcción
El monumento fue erigido para celebrar la victoria de Arthur Wellesley, primer duque de Wellington, en la batalla de Waterloo de 1815. Después de su victoria en la Batalla de Talavera en 1809, Wellesley fue ennoblecido como vizconde. Los títulos de nobleza en el Reino Unido generalmente incluyen una designación territorial, vinculándolos simbólicamente a una ubicación en particular. Como Arthur estaba en el extranjero con el ejército, su hermano Richard Wellesley seleccionó el lugar; eligió el pueblo de Wellington por su similitud con el apellido familiar, aunque Arthur Wellesley nunca lo había visitado. El nuevo título era 'Vizconde Wellington de Talavera y de Wellington en el condado de Somerset'. El parlamento le otorgó 100 000 libras esterlinas, y con esto compró dos mansiones en la ciudad, incluido el terreno en el que ahora se encuentra el monumento. La asociación continuó con las promociones posteriores de Wellesley a rangos más altos de la nobleza; finalmente se convirtió en duque de Wellington en 1814.
El monumento fue propuesto en 1815 por William Sanford de Nynehead Court, e inició una suscripción pública para pagarlo. En cuestión de meses, se recaudaron 1450 libras y se llevó a cabo un concurso de diseño. La entrada ganadora preveía un pilar de 29 m con tres cabañas en la base para albergar a los viejos soldados como cuidadores. Fue diseñado por Thomas Lee y Lord Somerville colocó la primera piedra en 1817. En 1818 la columna medía 14 m alto pero se habían gastado todos los fondos. Otro llamamiento recaudó más fondos y la columna se elevó a 37 m en 1820. Fue dañado en 1846 cuando fue alcanzado por un rayo.
La construcción se reinició después de la muerte del duque y fue completada en 1854 por Henry Goodridge.  El diseño del monumento se inspiró en un obelisco egipcio, pero con la forma del tipo de bayoneta utilizada por los ejércitos de Wellington, una punta de sección transversal triangular en lugar de una hoja, con fondos recaudados de suscriptores locales para conmemorar sus logros. Los diseños iniciales contemplaban una estatua de hierro fundido del duque en la parte superior de la columna con más estatuas en el pedestal, pero nunca se construyeron. La sección superior de la columna fue restaurada en 1890 cuando el pináculo se elevó 1,5 m.
Los planes originales eran veinticuatro cañones, capturados del ejército francés en la Batalla de Waterloo, para instalarlos alrededor de la base. En 1818, un cañón de bronce y 15 de hierro fueron transportados desde el Royal Arsenal en Woolwich a Exeter Quay, pero nunca fueron transportados al monumento. Después de años de almacenamiento en Exeter, diez se hundieron en el suelo como bolardos, y el arma de latón se vendió en 1837 por 64 libras para cubrir los costos de almacenamiento incurridos por la corporación local. En 1890, cuando se solicitaron cuatro cañones para el monumento como parte de un proyecto de restauración, se descubrió que eran cañones navales fundidos en Escocia que databan de 1789 y nunca se usaron en la Batalla de Waterloo. Finalmente, en 1910 se instalaron cuatro cañones que rodeaban el monumento, pero se retiraron durante la Segunda Guerra Mundial (1939-1945) como chatarra para ayudar en el esfuerzo bélico. La necesidad de chatarra cayó y finalmente fueron enterrados en Watchet. El único cañón que quedaba en Exeter se llevó al monumento en 1977 y finalmente se instaló en 1984.

## Arquitectura

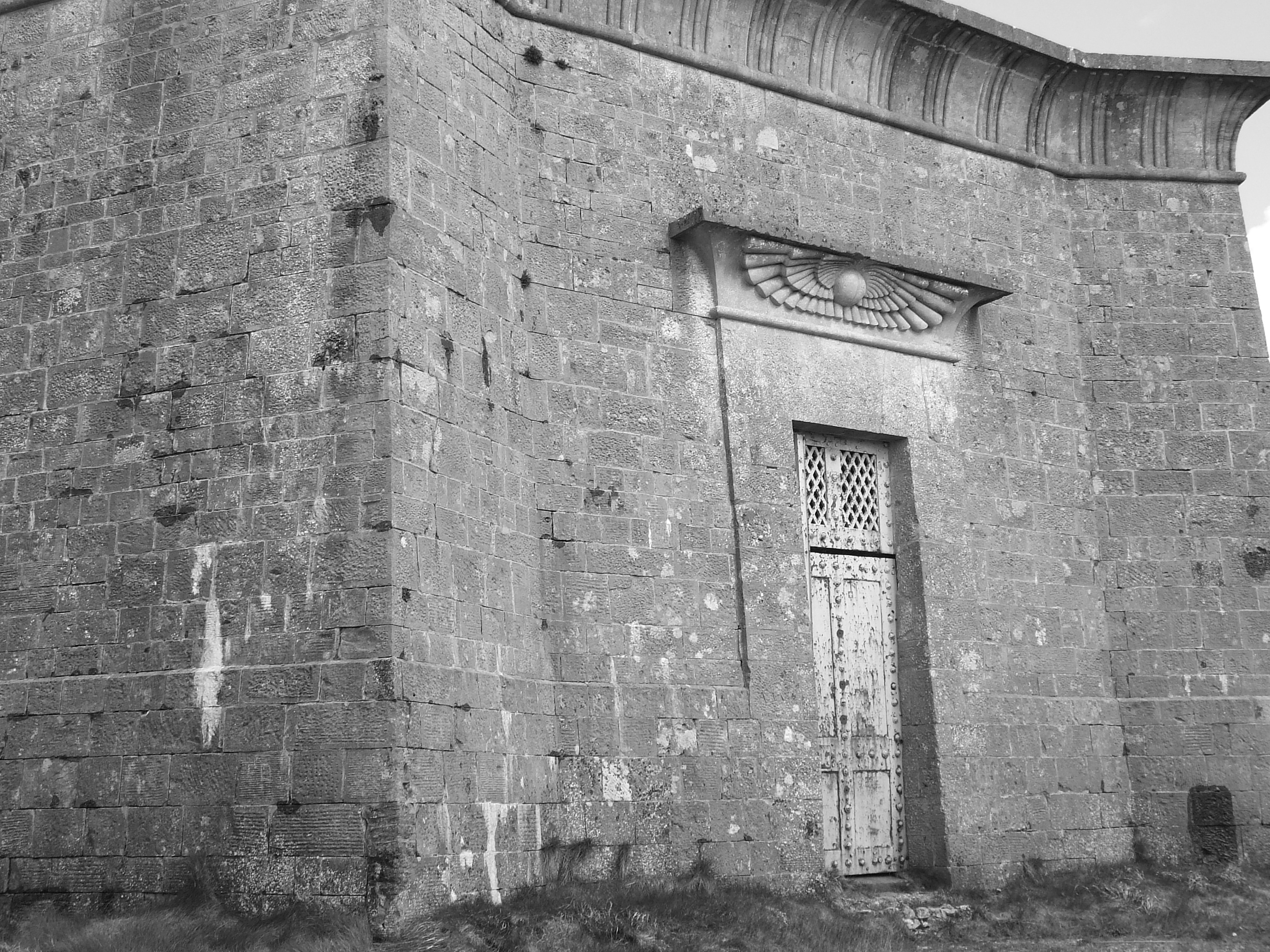
La puerta en la base

El monumento está construido con piedra local, Calcareous Grit, una arenisca de Northay. La columna triangular mide 24 m de ancho en la base y 53 m dee alto. La base tiene un panel alado egipcio sobre la puerta de hierro tachonado y está coronada por una cornisa dentada cóncava.
Un contrapeso cuelga dentro de la parte superior del monumento para ayudar a equilibrarlo cuando hace viento. Una escalera interna asciende a una plataforma de observación, que tiene tres ventanas circulares, una en cada cara.

## Propiedad y restauración del National Trust
El monumento fue adquirido por el National Trust en 1934. Está iluminado en ocasiones especiales con nuevas luces instaladas en 2015. En 1985, el Club Rotario de Wellington donó el cañón que actualmente se encuentra en la base del monumento.
El National Trust cerró el monumento al público en 2007, debido a problemas de seguridad. Las encuestas mostraron que se necesitaba un extenso trabajo de renovación para reabrir la escalera interna a la plataforma de observación. En junio de 2009, National Trust anunció planes para volver a revestir el monumento a un costo de 4 millones de libras.
La cerca pintada fue reemplazada por una cerca de alambre abierta en 2010, lo que ayudó a la visibilidad, pero aún impidió el acceso público a la base del monumento. El trabajo de inspección en 2010 mostró la extensión de las grietas en la mampostería. En 2013 se anunció que se necesitarían más fondos para el proyecto de restauración. También se instalarán sensores que registren el movimiento de la torre.
En 2015, Rebecca Pow, la nueva miembro del parlamento local de Taunton Deane, pidió al gobierno que pusiera dinero a disposición para un fondo de restauración. En 2016 destacó aún más el estado de deterioro del monumento e inició una petición para su reparación.
Se completaron reparaciones complicadas, durante dos años y a un costo de 3,1 millones de libras, y el monumento reabrió en agosto de 2021; el Trust dijo que después de las reparaciones se esperaba que se eliminara del registro en riesgo y que "ahora posiblemente esté en mejores condiciones que cuando se completó por primera vez".